# Pratolafolk
(Pratola Folk)
I Pratola Folk sono un gruppo folk italiano, originario di Pratola Serra.

## Storia
Il gruppo è stato formato da Orlando Marano nell'estate del 1974, inizialmente formato da giovani studenti, professionisti ed operai del piccolo comune in provincia di Avellino, Pratola Serra, zona particolarmente rappresentativa dell'emarginazione socio-culturale, e che risente della depressione economica onde da sempre il sud Italia soffre. Dopo essersi esibito dal vivo in molte delle principali città italiane dal 1974 al 1987, il gruppo ha avuto un momento di pausa dal 1988 al 2003, per poi ricomporsi con l'inserimento di molti giovani. Il gruppo Pratola Folk, affiliato all'ARCI-UISP, presso la sede RAI di Napoli e gli studi della Phonotipe record di Napoli, nel 1977 ha inciso un LP Voci dalle Terre dei Sud , distribuito dalla R.C.A e composto da nove brani, e che viene ristampato e pubblicato dalla Libreria Neapolis. Nel luglio 2007 viene pubblicato il cd Compari e Comparielli, che contiene dieci brani inediti. Nel luglio 2010 viene pubblicato il cd È N'Ammuina, che contiene tredici brani inediti. Nel luglio 2010 viene pubblicata un cd compilation Sud che contiene due brani. Il 1º febbraio 2011 l'Amministrazione Comunale di Pratola Serra, in occasione dei 150 anni dell'Unità d'Italia, con delibera Consiliare, riconosce i "Pratola Folk" come gruppo di Interesse Comunale. Nel 2014 i Pratola Folk festeggiano i 40 anni di attività con un CD "Quaranta... sona e canta!" interamente registrato registrato degli studi Marano.

## Formazione

### Formazione attuale
- Gerardo Santoro - canto, nacchere, caccavella
- Orlando Marano - mandolino, ciaramella, clarinetto, sassofono, flauto traverso, flauto dolce, zampogna, fagotto, canto
- Armando Acone, "capirasso" - mandolino, mandola, chitarra, canto
- Armando Marano - fisarmonica, organetto, flauto dolce, canto
- Achille Marano - chitarra classica, chitarra battente, mandola, dulcimer
- Francesca Mazzarella -  canto, nacchere
- Marco Spinelli - tammorra, tamburello
- Mario Parziale - tammorra, tamburello, grancassa
- Enzo Ranaudo - basso acustico, basso elettrico
- Giuliano Acone - mandolino, mandola, canto

### Ex componenti
- Pellegrino Musto, "o'Poeta" - scrittore
- Ciriaco Capone, "zi Capone" - tamburo, fonico
- Michele Fabrizio, "a'Chiacchiera" - tamburello
- Pellegrino De Palma, "zi Pillirino o'babbosciaro" - canto
- Domenica D'Amore - canto, percussioni
- Carmela Mazzarella, "a'capjanca" - canto
- Nunzio Lepore, "nacken", detto Luigi - fisarmonica
- Paolo De Palma, "o'professore" - fisarmonica
- Gerardo Galdo, "ciattone" -
- Ciriaco Magliaro - flauto traverso, ottavino, clarinetto, sassofono
- Rocco Sozio, "scopettella" - tammorra, tamburello, grancassa, rullante, piatti
- Gaetano Luciano, "battaglione"
- Federica Pagliuca - canto, nacchere
- Giusy De Laurentis - canto, nacchere
- Barbara Aufiero - flauto traverso, ottavino
- Enzo Di Somma - basso, contrabbasso, violoncello
- Lorenzo Petruzziello - batteria
- Cesare Carpentino - violino, mandola
- Andrea Petruzziello - basso, contrabbasso
- Lorenzo Santoro - tammorra, tamburello, darabouka, grancassa
- Felice De Palma -  chitarra acustica, chitarra battente
- Selena Sacco - voce, ballo
- Angelo Dato - tammorra, tamburello, clarinetto
- Carmine Pennino - violino
- Simone Acone - basso acustico, basso elettrico
- Michele Pennino - basso tuba
- Mariano Pastorelli - batteria

## Discografia
- 1977 - Voci dalle Terre dei Sud
- 2007 - Compari e Comparielli
- 2010 - È N'Ammuina
- 2010 - Sud
- 2014 - Quaranta... sona e canta!

## Curiosità
- I Pratola Folk hanno contribuito alla produzione del film: Un amore in... comune